# Шибиши
Шибиши́ (каз. Шыбышы) — село у складі Кегенського району Алматинської області Казахстану. Входить до складу Жилисайського сільського округу.
Населення — 378 осіб (2021; 452 у 2009, 432 у 1999, 555 у 1989).